# Frälsare, tag min hand
Frälsare, tag min hand (orig. ”Saviour, I follow on”) är en sång av Charles Seymour Robinson, tryckt i förförfattarens "Songs of the Church" 1862, översatt av Fredrik Engelke 1883 för samlingen "På vägen hem". Sångens första och tredje vers är en bön till Frälsaren, Jesus, medan den andra är mer berättande och anspelar på vattenundret och brödundret under Israels barns vandring i öknen. Kombineras till texten i Filistéerbrevet 1:6 vid gudstjänst.
Melodin är av Lowell Mason från 1856 (F-dur, 4/4), känd även till Närmare, Gud, till dig samt till Nils Frykmans psalmtext Helga min själ och sinn och till den mindre kända psalmen Tack för ditt nådesord.

## Publicerad i
- Nr 693 i Sionstoner 1889 under rubriken "Vandring i kärlek och helgelse". Mel. 272 Framåt i Jesu namn.
- Nr 186 i Svensk söndagsskolsångbok 1908 under rubriken "Jesus efterföljelse".
- Nr 18 i Samlingstoner 1919 under rubriken "Bönesånger".
- Nr 281 i Svenska Missionsförbundets sångbok 1920 under rubriken "Det kristliga livet. Jesu efterföljelse".
- Nr 16 i Fridstoner 1926 under rubriken "Böne- och lovsånger".
- Nr 500 i Sionstoner 1935 under rubriken "Nådens ordning: Trosliv och helgelse".
- Nr 373 i Guds lov 1935 under rubriken "Förhållandet till vår nästa".
- Nr 36 i Kristus vandrar bland oss än (psalmbok) 1965.
- Nr 278 i Den svenska psalmboken 1986, 1986 års Cecilia-psalmbok, Psalmer och Sånger 1987, Segertoner 1988 och Frälsningsarméns sångbok 1990 under rubriken "Efterföljd - helgelse".
- Nr 567 i Lova Herren 1987 under rubriken "Guds barn i bön och efterföljelse".